# DISSOUS plin
DISSOUS plin je ime za acetilen, ki je raztopljen v acetonu pod tlakom 120 - 150 kPa. 
Ta način je v uporabi zato, ker sam acetilen že pri majhnih nadtlakih lahko eksplodira. Z raztapljanjem acetilena v acetonu (aceton lahko sprejme 300-krat večjo količino acetilena, kot je njegova količina) je možno komprimiranje in shranjevanje v jeklenke.
Ce to beres si zagotovo z strojne. V glavi so ti odmevale besede: kaj da fak je dissous plin?